# Tom MacRae
Tom MacRae (Weedon Bec, 6 agosto 1977) è uno sceneggiatore, librettista e drammaturgo britannico.

## Biografia
Figlio di Dianne ed Anthony MacRae, Tom MacRae è cresciuto nel Northamptonshire e ha studiato alla Goldsmith University di Londra.
Ha cominciato a scrivere per la televisione nel 2002, scrivendo, nel corso degli anni, episodi di popolari serie TV come Casualty, Miss Marple e Doctor Who, ricevendo una candidatura al premio BAFTA alla migliore sceneggiatura nel 2002 per Off Limits: School's Out. Attivo anche in campo teatrale, nel 2017 ha scritto il libretto e i testi del musical Everybody's Talking About Jamie, che è rimasto in cartellone nel West End londinese per oltre due anni e gli è valso una nomination al Laurence Olivier Award alla migliore colonna sonora. Nel 2020 ha firmato la sceneggiatura dell'adattamento cinematografico del musical. Ha scritto anche due libri per bambini, The Opposite e Baby Pie.

## Filmografia parziale

### Sceneggiatore

#### Cinema
- Tutti parlano di Jamie (Everybody's Talking About Jamie), regia di Jonathan Butterell (2021)

#### Televisione
- Doctor Who - serie TV, 3 episodi (2006-2011)
- Miss Marple - serie TV, 1 episodio (2007)
- Bonekickers - I segreti del tempo - serie TV, 1 episodio (2008)
- The Librarians - serie TV, 4 episodi (2016-2018)